# VIIIe siècle en science
VIIe siècle en science - VIIIe siècle - IXe siècle en science
Chronologie de la science
Cet article présente les événements concernant les sciences et les techniques qui se sont déroulés durant le VIIIe siècle :

## Événements
- 718 : en Chine, fondation d'un institut scientifique, l'académie Hanlin, utilisée dans le choix des hauts fonctionnaires à partir de 725[1].
- 723 : en Chine, le moine taoïste Yi Xing fait prendre des mesures qui lui permettent de calculer la longueur d'un degré d'un arc de méridien[2]. Cette même année il met au point la première sphère armillaire actionnée par une horloge à échappement hydraulique[3].
- Vers 740 : l'Irlandais Fergil énonce le premier une théorie des antipodes[4].
- Après 751 : la technique de la fabrication du papier est introduit dans le monde musulman[5].
- Vers 754-775 : 
  - les abbassides adoptent le système numérique indien[6]. Apparition de la numération arabe. Utilisation du zéro (sifr : vide) connu par les Indiens.
  - le calife Al Mansûr envoie une ambassade à Constantinople pour obtenir des ouvrages de mathématique[7].
  - ouverture de la première pharmacie publique à Bagdad par Al Mansûr[8].
- Entre 758 et 763 : le pape Paul Ier fait don à Pépin le Bref d’une horloge à eau avec un dispositif de réveille-matin[9].
- Vers 780 : Mapa Mundi de Beatus de Liébana[10].
- 783 : naissance de Al-Khuwārizmī, mathématicien perse considéré comme le fondateur de l'algèbre.

- Au cours du siècle : 
  - L'alchimiste arabe Jabir ibn Hayyan ou Geber (721-815) étudie la composition et la transformation des minéraux, qu’il classe en plusieurs catégories[11].
  - Introduction de l'étrier au nord-ouest de l'Europe dans la seconde moitié du siècle. Le fer à cheval est utilisé au nord de France aux VIIe et VIIIe siècles[12].

## Publications
- Vers 725 : en Angleterre, publication du traité de Bède le Vénérable De la division du temps (De temporum ratione) (en). Comput, calcul des fêtes mobiles et de la datation ; on va commencer à compter le temps à partir de la naissance du Christ (Anno Domini)[13].
- Vers 780 : la Géographie de Ptolémée est traduite en arabe.
- Vers 790 : les traités d'Euclide sont traduits en arabe.